# 小林優仁
小林 優仁 （こばやし まさひと、2011年〈平成23年〉4月25日 - ）は、日本の子役、ミュージシャン、YouTuber。Office U所属。東京都出身。

## 人物
2021年のNHK大河ドラマ『青天を衝け』にて、主人公 渋沢栄一の幼少期を演じて注目される。
同じ事務所に所属する小林篤弘は実弟。日本テレビ系ドラマ『真犯人フラグ』では、相良篤斗役を兄弟で演じている。
音楽活動としては、弟・篤弘とSPACE BROTHERSというユニット名でミュージシャン活動をしている。 
2023年NHK朝ドラ『らんまん』にて、主人公 槙野万太郎の少年時代を演じ、大河朝ドラともに主人公少年時代を演じた初の男子となる。
また、同年にNHK特集ドラマ『軍港の子〜よこすかクリーニング1946〜』で主演。
2024年には渋沢栄一を演じたゆかりの地である「深谷市親善大使」に就任。
Youtubeにおいては、自らのチャンネルを開設している。

## 出演

### テレビドラマ
- 大河ドラマ 青天を衝け（2021年、NHK） - 渋沢栄一（幼少期）役
- 桜の塔（2021年4月15日 - 6月10日、テレビ朝日） - 上篠漣（幼少期）役
- 真犯人フラグ（2021年10月10日 - 2022年3月13日、日本テレビ） - 相良篤斗 役[1]
- 義経のスマホ（2022年5月23日 - 、NHK） - 牛若丸 役
- ナンバMG5 第6話（2022年5月25日、フジテレビ）- 花火をする子供 役
- 石子と羽男-そんなコトで訴えます?- 第2話（2022年7月22日、TBS）- 相田孝多 役
- 六本木クラス 第4話（2022年7月28日、テレビ朝日） - 綾瀬りく（幼少期）役
- 連続テレビ小説 らんまん（2023年4月10日 - 14日、NHK） - 槙野万太郎（9 - 12歳）役
- 軍港の子 ～よこすかクリーニング1946～（2023年8月10日、NHK総合） - 主演・小川今日一 役[2]
- マルス-ゼロの革命-第4話（2024年2月13日、テレビ朝日）-黒幕リーダー沖野 役
- 夜の道標 -ある容疑者を巡る記録-（2025年9月14日〈予定〉 - 、WOWOW） - 仲村桜介 役[3]

### 配信ドラマ
- 金魚妻（2022年2月14日配信、Netflix）- 田口勇太 役[4]

### 映画
- Kappei カッペイ - 主人公の幼少期（2022年）

### TV
- 逃走中 こどもの日4時間SP（2021年5月5日、フジテレビ）
- しゃべくり007（2023年5月29日、日本テレビ）
- クイズ!あなたは小学5年生より賢いの?（2023年8月25日、日本テレビ）

### WEB
- Zoff webモデル
- LIXIL「doac」ムービー出演
- P&G「レノア超消臭」TV-CM/Web-CM（2024年~）

### 舞台
- 歌舞伎座八月公演「刺青奇遇」（2018年9月） - 長屋の子 役
- 歌舞伎座九月公演「彦山権現誓助剱〜毛谷村」（2017年9月） - 弥三松 役
- 歌舞伎座七月公演「高時」（2019年7月） - 犬 役

## その他
- 深谷市青淵公園イルミネーション（2020年）